# Huang Qiuyan
Pour les articles homonymes, voir Huang.
Huang Qiuyan (chinois simplifié : 黄秋艳 ; chinois traditionnel : 黃秋艷 ; pinyin : Huáng Qiūyàn), née le 5 janvier 1980 à Baise dans la région autonome du Guangxi est une athlète chinoise, spécialiste du triple saut. Ancienne recordwoman d'Asie du Triple Saut, elle a remporté les Jeux Asiatiques en 2002 et les Championnats d'Asie en 2003.

## Biographie
En 1997, elle bat le record du monde du triple saut dans la catégorie cadette avec 14 m 57 lors des Jeux nationaux chinois.
En 2001, elle remporte ses deuxièmes Jeux Nationaux à Canton. Après un premier essai à 14 m 47 trop venté, elle réalise 14 m 72 avec +1,8 m/s à son troisième essai, ce qui constitue le record d'Asie de l'époque,. Ce record sera battu en 2007 par sa compatriote Xie Limei. 
En octobre 2002, elle remporte la médaille d'or aux Jeux Asiatiques de Busan avec 14 m 28 et bat par la même occasion le record des Jeux Asiatiques.
En 2003, elle termine treizième des Championnats du monde de Paris avec 13 m 98. En septembre, elle gagne les Championnats d'Asie avec 14 m 39 à Manille puis en octobre, elle remporte les Jeux afro-asiatiques à Hyderabad en Inde avec 13 m 50.
Lors des Jeux Olympiques de 2004, elle termine douzième avec 14 m 33 dans un concours très relevé où les quatre premières réalisent plus de 15 mètres. 
En 2005, elle se classe neuvième des championnats du monde d'Helsinki avec 14 m 21 puis prend la troisième place des Championnats d'Asie d'Incheon avec 13 m 75. Enfin en novembre, elle remporte les Jeux de l'Asie de l'Est à Macao avec 14 m 08. 

## Palmarès

### International
| Date | Compétition             | Lieu      | Résultat | Épreuve     | Marque  |
| ---- | ----------------------- | --------- | -------- | ----------- | ------- |
| 2002 | Jeux Asiatiques         | Busan     | 1re      | Triple saut | 14 m 28 |
| 2003 | Championnats d'Asie     | Manille   | 1re      | Triple saut | 14 m 39 |
| 2003 | Championnats du monde   | Paris     | 13e      | Triple saut | 13 m 98 |
| 2003 | Jeux afro-asiatiques    | Hyderabad | 1re      | Triple saut | 13 m 50 |
| 2004 | Jeux Olympiques         | Athènes   | 12e      | Triple saut | 14 m 33 |
| 2005 | Championnats du monde   | Helsinki  | 9e       | Triple saut | 14 m 21 |
| 2005 | Championnats d'Asie     | Incheon   | 3e       | Triple saut | 13 m 75 |
| 2005 | Jeux de l'Asie de l'Est | Macao     | 1re      | Triple saut | 14 m 08 |

### National
Jeux nationaux chinois: 1re en 1997, 2001 et 2005.
Championnats de Chine en plein air: 1re en 2002, 2003, 2004 et 2005.
Championnats de Chine en salle: 1re en 1998

## Records
| Épreuve                  | Performance | Lieu      | Date             |
| ------------------------ | ----------- | --------- | ---------------- |
| Triple saut en plein air | 14 m 72     | Guangzhou | 17 novembre 2001 |
| Triple saut en salle     | 14 m 40     | Shanghai  | 10 mars 2002     |